# Plynárna Libeň
Plynárna Libeň (Belgická plynárna) v Praze je zaniklá plynárna, která stála mezi Palmovkou a ulicemi Sokolovská a Švábky. Dochovala se z ní pouze kancelářská budova a areál slouží jiným účelům.

## Historie
Plynárna byla postavena v roce 1881 pro belgickou společnost a zaměřila se na vysokou kapacitu plynojemů z důvodu zvyšující se spotřeby plynu v Praze. V roce 1900 ji koupila anglická společnost Imperial Continental Gas Assotiation, která dodávala svítiplyn pro Libeň a Vysočany i po zprovoznění nové plynárny v Michli v roce 1926. Prodala ji v roce 1935 za 14 milionů Kč pražské obci a ta zde výrobu zastavila.